# Памятники истории и культуры местного значения Сарани
Памятники истории и культуры местного значения города Сарани — отдельные постройки, здания и сооружения, некрополи, произведения монументального искусства, памятники археологии, включённые в Государственный список памятников истории и культуры местного значения Карагандинской области. Списки памятников истории и культуры местного значения утверждаются исполнительным органом региона по представлению уполномоченного органа по охране и использованию историко-культурного наследия.
В Государственном списке памятников истории и культуры местного значения города в редакции постановления акимата Карагандинской области на 5 ноября 2015 года числилось 1 наименование — памятник градостроительства и архитектуры.

## Список памятников

### Градостроительства и архитектуры
| Номер в списке | Название                | Изображение | Годы постройки, авторы | Местоположение |
| -------------- | ----------------------- | ----------- | ---------------------- | -------------- |
| 955            | Мазар Игилик би Отепулы |             | XIX век                | посёлок Баймен |